# Impatiens uliginosa
Impatiens uliginosa là một loài thực vật có hoa trong họ Bóng nước. Loài này được Franch. mô tả khoa học đầu tiên năm 1886.